# Aubaine
Pour les articles homonymes, voir Aubaine (homonymie).
Aubaine est une commune française située dans le canton d'Arnay-le-Duc du département de la Côte-d'Or, en région Bourgogne-Franche-Comté.

## Géographie
Aubaine est un petit village français, situé dans le département de la Côte-d'Or et la région de Bourgogne-Franche-Comté.
La commune d'Aubaine se situe au cœur de la vallée de l'Ouche et regroupe les habitants de trois hameaux : Aubaine, Crépey et Bécoup. Par ailleurs, une partie du territoire du hameau de Pont-d'Ouche est rattachée à la commune d'Aubaine.
La commune s'étend sur 16,2 km2 et compte 89 habitants depuis le dernier recensement de la population datant de 2006. Avec une densité de 5,5 habitants par km2, Aubaine a connu une nette hausse de 53,4 % de sa population par rapport à 1999.
La culture des truffes y est pratiquée. Des visites guidées se déroulaient en saison à partir du 1er septembre jusqu’au 31 janvier (visites plus proposées en 2009).
Aubaine est située à 16 km au nord-ouest de Beaune, la plus grande ville à proximité.

### Climat
Pour des articles plus généraux, voir Climat de la Bourgogne-Franche-Comté et Climat de la Côte-d'Or.
En 2010, le climat de la commune est de type climat des marges montargnardes, selon une étude du Centre national de la recherche scientifique s'appuyant sur une série de données couvrant la période 1971-2000. En 2020, Météo-France publie une typologie des climats de la France métropolitaine dans laquelle la commune est exposée à un climat océanique altéré et est dans la région climatique Bourgogne, vallée de la Saône, caractérisée par un bon ensoleillement (1 900 h/an), un été chaud (18,5 °C), un air sec au printemps et en été et des vents faibles.
Pour la période 1971-2000, la température annuelle moyenne est de 9,8 °C, avec une amplitude thermique annuelle de 17,1 °C. Le cumul annuel moyen de précipitations est de 947 mm, avec 13,2 jours de précipitations en janvier et 8,1 jours en juillet. Pour la période 1991-2020, la température moyenne annuelle observée sur la station météorologique de Météo-France la plus proche, « Bessey », sur la commune de Bessey-en-Chaume à 7 km à vol d'oiseau, est de 10,2 °C et le cumul annuel moyen de précipitations est de 831,9 mm,. Pour l'avenir, les paramètres climatiques de la commune estimés pour 2050 selon différents scénarios d'émission de gaz à effet de serre sont consultables sur un site dédié publié par Météo-France en novembre 2022.

## Urbanisme

### Typologie
Au 1er janvier 2024, Aubaine est catégorisée commune rurale à habitat très dispersé, selon la nouvelle grille communale de densité à 7 niveaux définie par l'Insee en 2022.
Elle est située hors unité urbaine. Par ailleurs la commune fait partie de l'aire d'attraction de Dijon, dont elle est une commune de la couronne,. Cette aire, qui regroupe 333 communes, est catégorisée dans les aires de 200 000 à moins de 700 000 habitants,.

### Occupation des sols
L'occupation des sols de la commune, telle qu'elle ressort de la base de données européenne d’occupation biophysique des sols Corine Land Cover (CLC), est marquée par l'importance des forêts et milieux semi-naturels (63,4 % en 2018), une proportion sensiblement équivalente à celle de 1990 (63 %). La répartition détaillée en 2018 est la suivante : forêts (63,4 %), prairies (23,1 %), terres arables (11,1 %), zones industrielles ou commerciales et réseaux de communication (1,4 %), zones agricoles hétérogènes (1 %). L'évolution de l’occupation des sols de la commune et de ses infrastructures peut être observée sur les différentes représentations cartographiques du territoire : la carte de Cassini (XVIIIe siècle), la carte d'état-major (1820-1866) et les cartes ou photos aériennes de l'IGN pour la période actuelle (1950 à aujourd'hui).

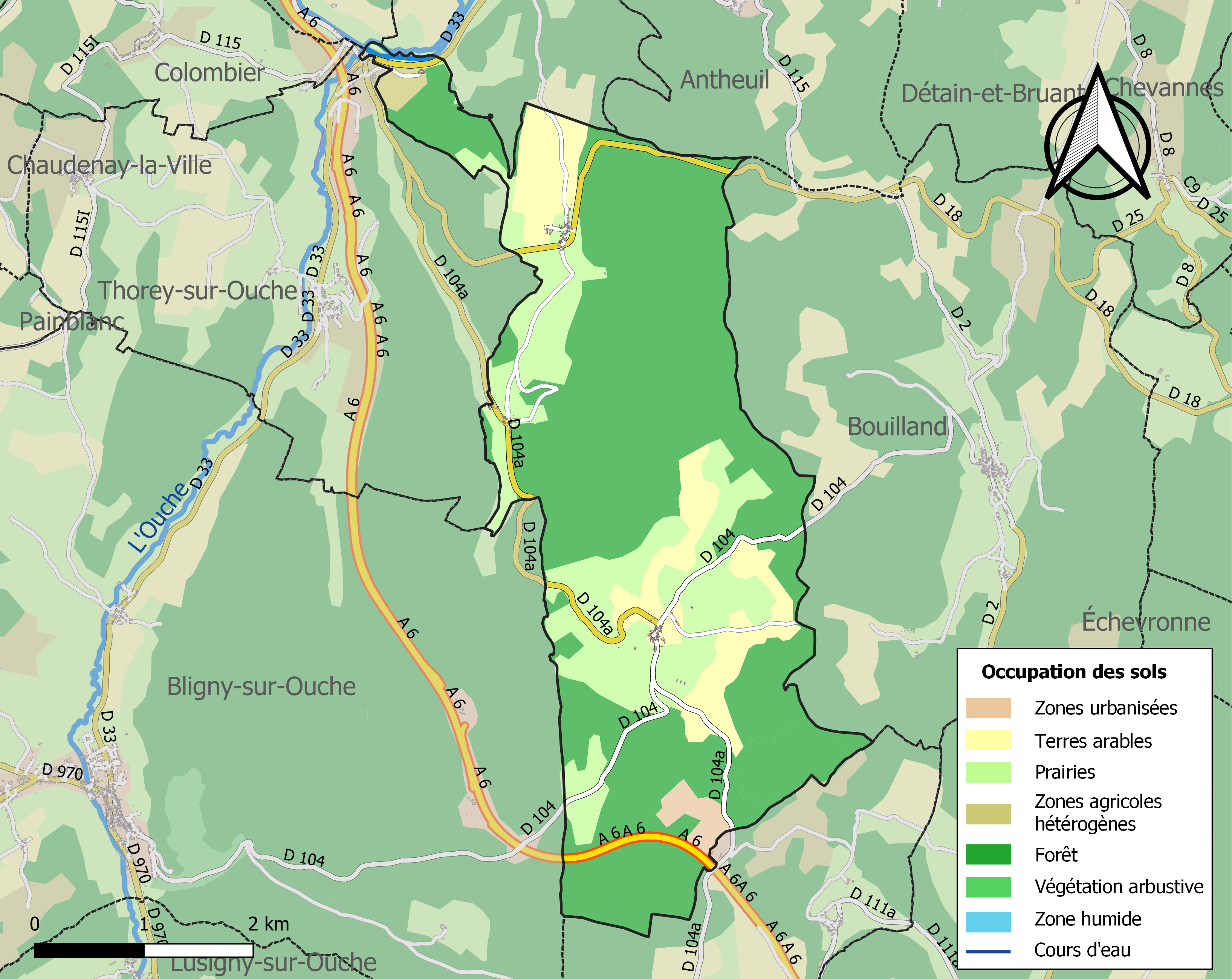
Carte des infrastructures et de l'occupation des sols de la commune en 2018 (CLC).

## Histoire

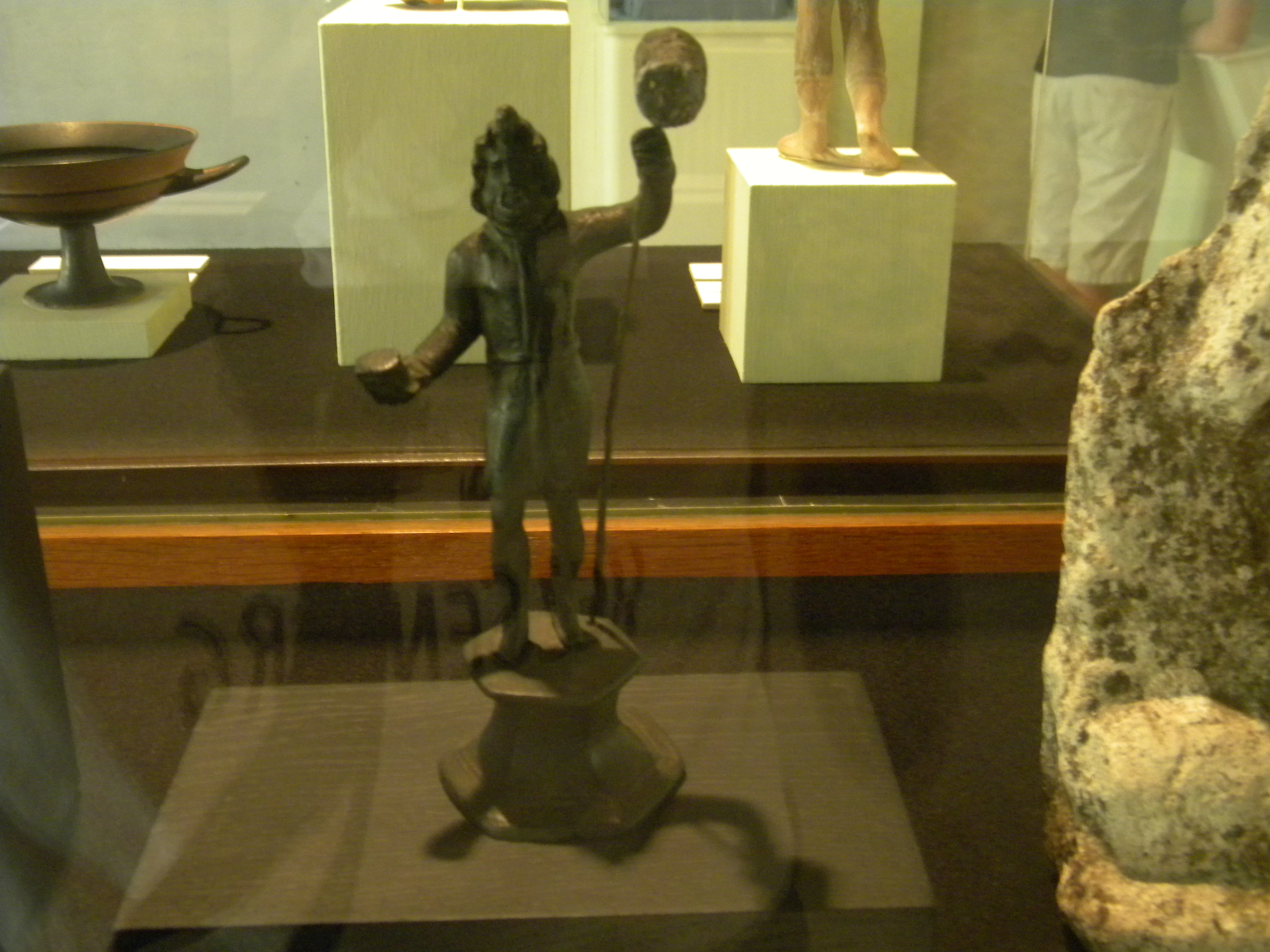
Dieu au maillet, IIe siècle (musée du vin, Beaune).

Une statuette en bronze d'un dieu au maillet a été trouvée à Crépey. C'est un témoignage de la survivance des cultes gaulois à l'époque gallo-romaine.
"Les recherches ont montré que la commune d'Aubaine a vu son nom évoluer au cours du temps. De Albania (1004) on arrive à Aubeyne (1470) en passant par les toponymes d'Albane, Aubaigne, Aubaingne, Aubainne. MM. Berthoud et Matruchot écrivent qu'« Albani, thème si transparent qu'il ne peut donner lieu à aucune discussion, est le féminin du gentilice Albanius ». Aubaine (villa), était proprement « le domaine d'Albanius ». L. Taverdet quant à lui émet un avis similaire : « représenterait (villa) Albania, adjectif formé sur le nom de la personne Albanus ». L'abbé Bredault pense, au contraire, qu'Aubaine viendrait du mot Alb signifiant « montagne ». Les hameaux d'Aubaine ont également évolué avec le temps. Ainsi, Bécoup était nommé en 696 Bivagum. Bouvacoum (878), Bescou (1290), Bescoul (1391) et Bivago. Crispeis (878), Crispiacus (1119) est devenu Crespee (XIXe s.) avant de devenir Crépey. La ferme de Beaugey qu'il ne faut pas oublier se nommait en 1644 Bouagez et Beaugé au XIXe siècle. Vers 1740, le curé d'Aubaine faisait réponse à l'ingénieur Antoine, pour servir à dresser la carte de la province : « Il y a un clocher qui forme flèche très peu élevée. C'est une simple seigneurie. Il est situé à trois lieues de Beaune, au midi. Les hameaux qui dépendent de ma paroisse sont Bécoup, situé à mi-côté, au nord, à un quart de lieue environ de mon village et Crespée, située sur le sommet d'une montagne entre le levant et le midi. Le village d'Aubaine a pour proche environnement les combes boisées de l'Aulne, du Tilleul, de Presme et des Oiseaux. Au bas du village, la source Saint-Quentin libère des eaux qui iront rejoindre l'Ouche à Pont-d'Ouche ». (article tiré du Bien Public, dimanche 25 janvier 2004).
Autrefois, à Crépey, on pouvait venir se désaltérer à la buvette, laquelle se trouvait au croisement des routes d'Aubaine, de Beaune et d'Arcenant.

## Politique et administration
| Période                                  | Période   | Identité         | Étiquette | Qualité                                                                                 |
| ---------------------------------------- | --------- | ---------------- | --------- | --------------------------------------------------------------------------------------- |
| mars 2001                                | mars 2008 | Gabriel Moulin   | DVG       | Conseiller général Président de la Communauté de communes du canton de Bligny-sur-Ouche |
| mars 2008                                | mars 2014 | Jean-Louis Royer |           |                                                                                         |
| mars 2014                                | 2020      | Monique Renaudin |           | Retraitée                                                                               |
| 2020                                     | En cours  | Monique Febvre   |           |                                                                                         |
| Les données manquantes sont à compléter. |           |                  |           |                                                                                         |

## Démographie
L'évolution du nombre d'habitants est connue à travers les recensements de la population effectués dans la commune depuis 1793. Pour les communes de moins de 10 000 habitants, une enquête de recensement portant sur toute la population est réalisée tous les cinq ans, les populations de référence des années intermédiaires étant quant à elles estimées par interpolation ou extrapolation. Pour la commune, le premier recensement exhaustif entrant dans le cadre du nouveau dispositif a été réalisé en 2006.

En 2022, la commune comptait 89 habitants, en évolution de −10,1 % par rapport à 2016 (Côte-d'Or : +0,82 %, France hors Mayotte : +2,11 %).
| 1793 | 1800 | 1806 | 1821 | 1831 | 1836 | 1841 | 1846 | 1851 |
| ---- | ---- | ---- | ---- | ---- | ---- | ---- | ---- | ---- |
| 321  | 330  | 347  | 385  | 413  | 393  | 411  | 409  | 414  |

| 1856 | 1861 | 1866 | 1872 | 1876 | 1881 | 1886 | 1891 | 1896 |
| ---- | ---- | ---- | ---- | ---- | ---- | ---- | ---- | ---- |
| 394  | 371  | 363  | 357  | 326  | 345  | 315  | 294  | 285  |

| 1901 | 1906 | 1911 | 1921 | 1926 | 1931 | 1936 | 1946 | 1954 |
| ---- | ---- | ---- | ---- | ---- | ---- | ---- | ---- | ---- |
| 254  | 228  | 224  | 168  | 147  | 198  | 218  | 165  | 130  |

| 1962 | 1968 | 1975 | 1982 | 1990 | 1999 | 2006 | 2011 | 2016 |
| ---- | ---- | ---- | ---- | ---- | ---- | ---- | ---- | ---- |
| 103  | 92   | 57   | 57   | 67   | 58   | 81   | 98   | 99   |

| 2021 | 2022 | - | - | - | - | - | - | - |
| ---- | ---- | - | - | - | - | - | - | - |
| 89   | 89   | - | - | - | - | - | - | - |

## Culture locale et patrimoine

### Lieux et monuments
- L'église d'Aubaine a une abside et un avant-chœur roman.
- Les lavoirs des hameaux d'Aubaine, de Bécoup et de Crépey.
- La source Saint-Quentin autrefois réputée pour guérir les maladies des yeux.
- Deux croix remarquables[18] sont situées à Aubaine. La première remonte probablement du XVIIIe siècle, à l'entrée du village, elle comporte des statues du Christ et de la Vierge en haut relief. La seconde date peut-être du XIVe siècle, en bordure du champ rural dit Champ de la Croix, elle est constituée d'une croix grecque avec un Christ en bas relief.
- Le four à pain du hameau de Crépey est un four communal construit au XIXe siècle puis restauré.

### Manifestations culturelles et festivités
La fête du Pain est une manifestation qui se déroule autour du four communal chaque année le 3e dimanche du mois de juin depuis 1985, avec la participation de l'association l'Aubecrey (association loi de 1901, activités de loisirs, culturelles, sociales et sauvegarde du patrimoine local).

### Héraldique
| Blason | Blasonnement : Coupé : au 1er parti au I d'argent à la croix pattée de huit pointes de gueules et au II d'azur semé de fleurs de lys d'or, à l'écusson bandé d'or et d'azur à la bordure de gueules, au 2e de gueules à la croix ancrée d'argent remplie de sable. |